# دورگه سگ‌سان

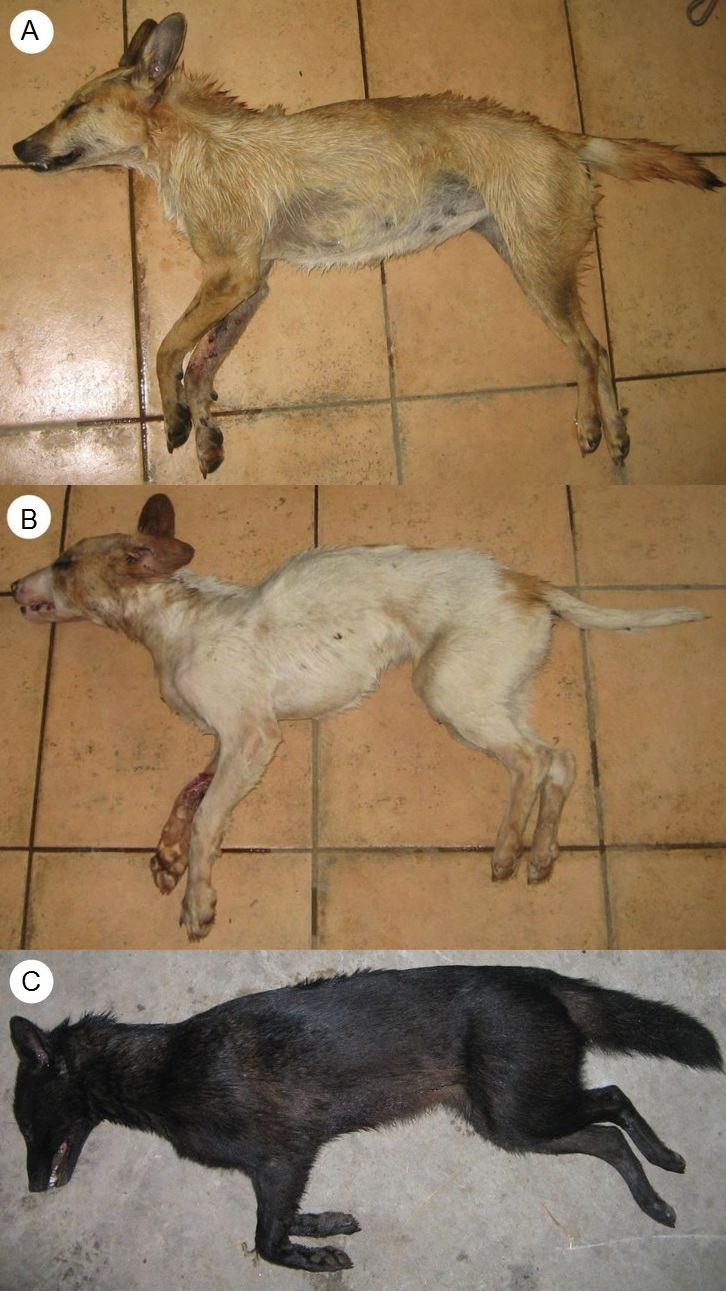
سه دورگه شغال-سگ طلایی از کرواسی. کشف این نمونه‌ها تأیید کرد که دورگه‌زایی بین دو سگ‌سانان در طبیعت رخ می‌دهد و این دو دارای باروری نامحدود با یکدیگر هستند.

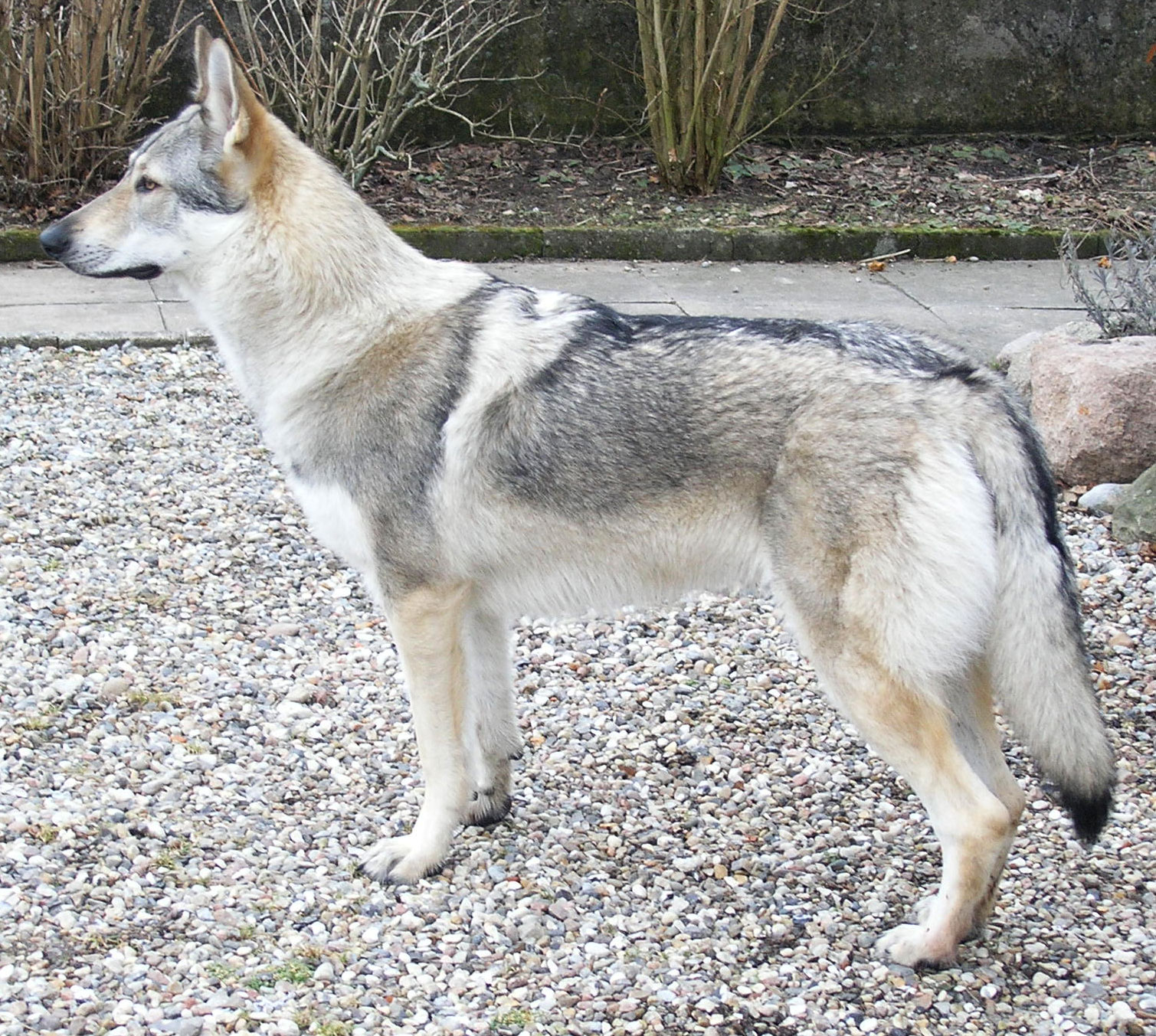
یک سگ گرگی چکسلواکی

دورگه‌های سگ‌سان (به انگلیسی: Canid hybrid) حاصل آمیختگی بین گونه‌های سردهٔ سگ‌ها هستند. این اغلب در طبیعت و به‌ویژه بین سگ‌های اهلی یا وحشی با سگ‌سانان بومی وحشی رخ می‌دهد.

## دیدگاه‌های ژنتیکی
سگ‌های گرگ‌مانند گروهی از گوشت‌خواران بزرگ هستند که از نظر ژنتیکی به هم مرتبط هستند، زیرا همگی دارای ۷۸ کروموزوم هستند که در ۳۹ جفت مرتب شده‌اند و از نظر کاریولوژی از یکدیگر قابل تشخیص نیستند. : p279  این گروه شامل سرده‌های Canis , Cuon , Lupulella و Lycaon است. اعضا عبارتند از سگ اهلی (C. familiaris)، گرگ خاکستری (C. lupus)، دینگو (C. lupus dingo)، کایوت (C. latrans)، شغال طلایی (C. aureus)، گرگ آفریقایی (C. lupaster)، گرگ اتیوپیایی (C. simensis)، سگ وحشی آسیایی (Cuon alpinus)، شغال پشت‌سیاه (Lupulella mesomelas)، شغال پهلونواری (L. adusta) و سگ وحشی آفریقایی (Lycaon pictus). اعضای پیشنهادی جدید شامل گرگ سرخ (Canis rufus) و گرگ شرقی (Canis lycaon) هستند که مشروط به حل اختلاف دربارهٔ اینکه آیا اینها به خودی خود گونه‌های جداگانه‌ای را تشکیل می‌دهند یا اینکه آیا آنها صرفاً زیرگونه‌های خاکستری هستند. گرگ‌ها (در هر دو حالت، گرگ‌های سرخ و شرقی وابسته به سردهٔ Canis هستند). اعضای Canis می‌توانند بالقوه دورگه شوند، با این حال، باور بر این است که Cuon, Lupulella و Lycaon نمی‌توانند با یکدیگر یا با Canis تولیدمثل کنند. سردهٔ Lupulella (شغال پهلونواری و شغال پشت‌سیاه)، از نظر تئوری می‌توانند برای تولید فرزندان بارور با یکدیگر آمیخته شوند، اما مطالعه دی‌ان‌ای میتوکندری مادری شغال پشت‌سیاه نتوانست مدرکی از ژنوتیپ پیدا کند. از محتمل‌ترین جفتش، شغال پهلونواری، که نشان می‌دهد شغال‌های نر پشت‌سیاه با گونه‌های خواهری خود پرورش نیافته‌اند.
هنگامی که تفاوت در تعداد و ترتیب کروموزوم‌ها بسیار زیاد باشد، احتمال دورگه‌زایی کمتر و کمتر می‌شود. دیگر اعضای خانواده سگ‌های سگ‌سانان مانند سگ‌های آمریکای جنوبی، روباه‌ها، روباه‌های گوش‌خفاشی، یا سگ‌های راکونی که ۷ تا ۱۰ میلیون سال پیش از هم جدا شده‌اند، کمتر به سگ‌سانان گرگ‌مانند وابسته هستند، کروموزوم‌های کمتری دارند. و نمی‌تواند با آنها دورگه شوند. به عنوان مثال، روباه سرخ دارای ۳۴ کروموزوم متاسانتریک و ۰ تا ۸ کروموزوم B کوچک است، سگ راکون دارای ۴۲ کروموزوم و روباه صحرا دارای ۶۴ کروموزوم است.